# Gomphrena serrata
Gomphrena serrata är en amarantväxtart som beskrevs av Carl von Linné. Gomphrena serrata ingår i släktet klotamaranter, och familjen amarantväxter. Inga underarter finns listade i Catalogue of Life.

## Bildgalleri

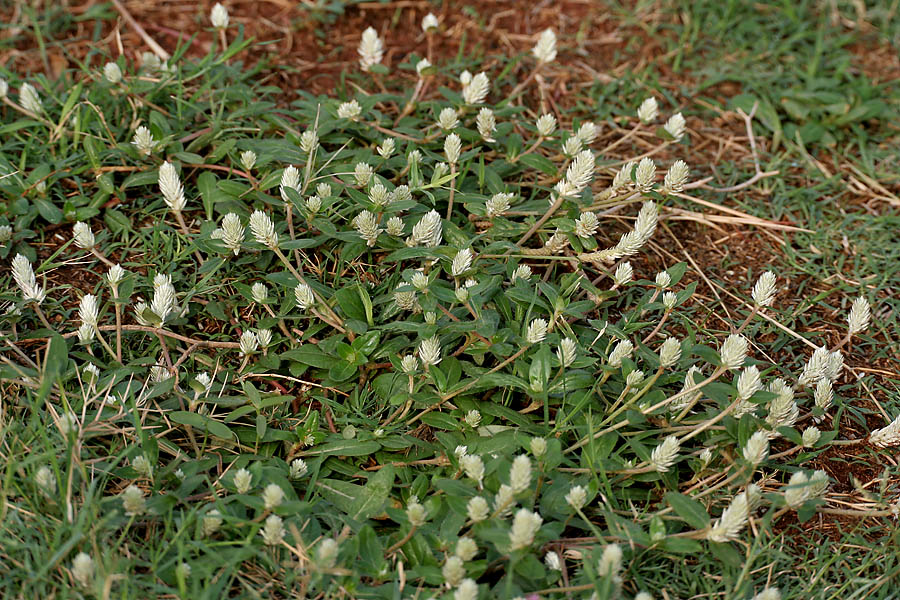
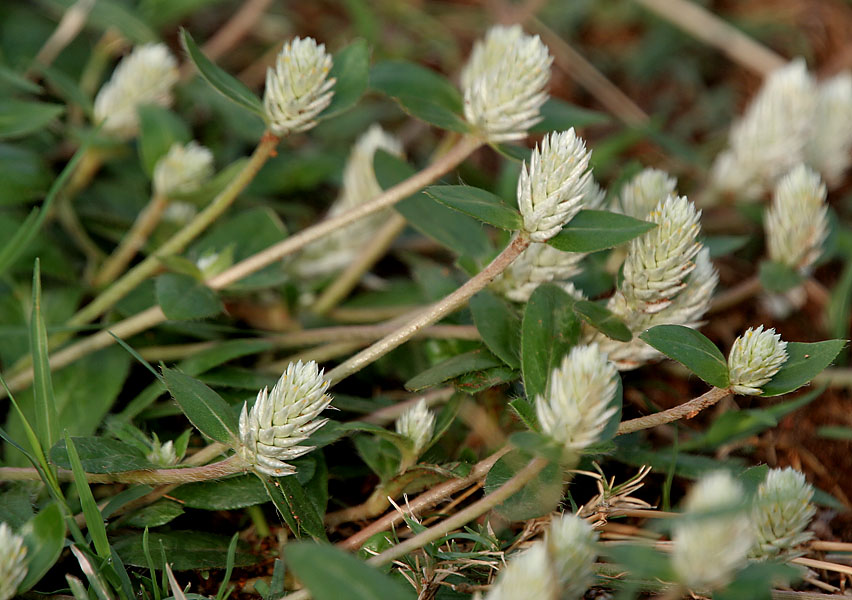
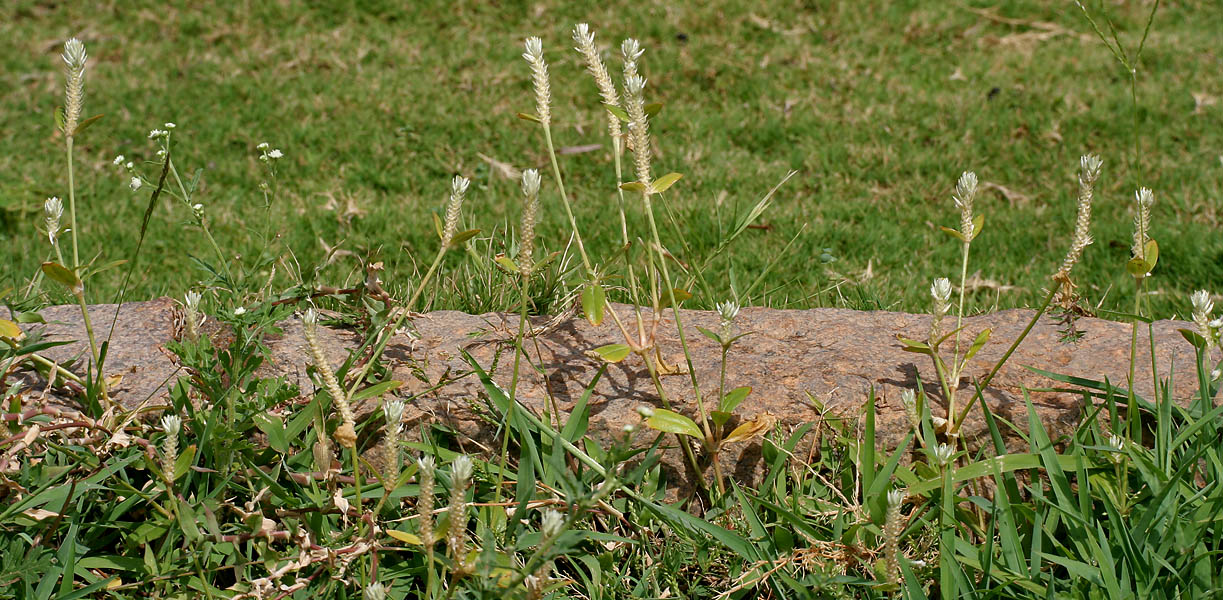
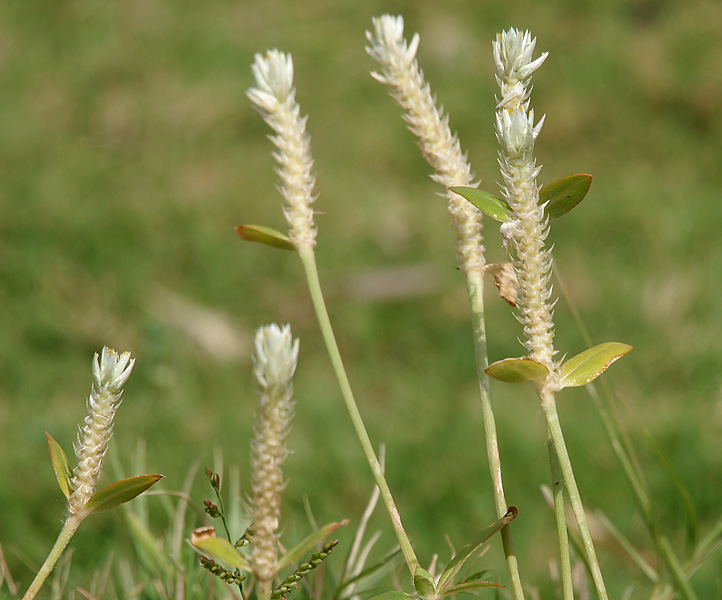
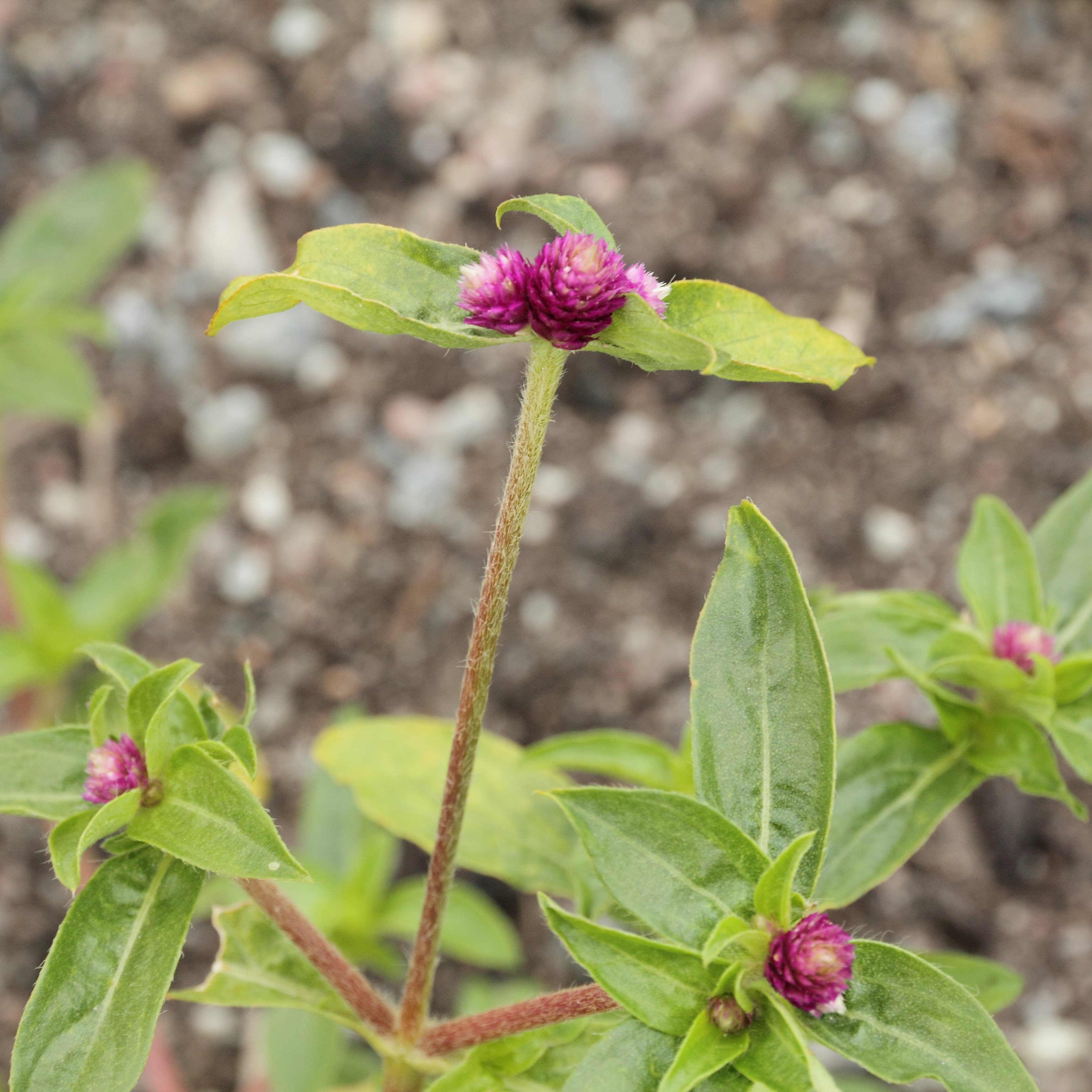